# Episodi de Le Superchicche
Elenco degli episodi della serie televisiva animata Le Superchicche.
Un episodio episodi pilota intitolato A Sticky Situation! è stato prodotto negli Stati Uniti, per Cartoon Network, nel 2004 ed è stato mostrato in diversi festival di animazione. In seguito sono stati trasmessi altri due episodi pilota all'interno di What a Cartoon!, rispettivamente il 20 febbraio 1995 e il 28 gennaio 1996.
La prima stagione, composta da 13 episodi, è stata trasmessa dal 18 novembre 1998 al 27 maggio 1999. La seconda stagione, composta da 13 episodi, è stata trasmessa dal 25 giugno 1999 al 30 giugno 2000. La terza stagione, composta da 12 episodi, è stata trasmessa dal 28 luglio 2000 al 9 febbraio 2001. La quarta stagione, composta da 11 episodi, è stata trasmessa dal 14 aprile 2001 al 18 maggio 2002. La quinta stagione, composta da 14 episodi, è stata trasmessa dal 6 dicembre 2002 al 9 aprile 2004. La sesta stagione, composta da 15 episodi, è stata trasmessa dal 16 aprile 2004 al 25 marzo 2005.
Tre episodi speciali intitolati Le Superchicche in un Natale incandescente, Evviva le Superchicche e Le Superchicche - Pantadanza sono stati trasmessi rispettivamente il 24 dicembre 2003, il 19 gennaio 2009 e il 20 gennaio 2014.
In Italia gli episodi pilota sono stati trasmessi su Rai 2, all'interno del contenitore Go-Cart, nel 1999. La prima stagione è stata trasmessa da Cartoon Network da gennaio 2000. La seconda stagione è stata trasmessa dal 2000. La terza stagione è stata trasmessa dal 2001. La quarta stagione è stata trasmessa dal 2002. La quinta stagione è stata trasmessa dal 3 maggio a giugno 2004. La sesta stagione è stata trasmessa dal 6 dicembre al 24 dicembre 2004.
I primi due episodi speciali sono stati trasmessi rispettivamente il 25 dicembre 2003 e l'8 dicembre 2008. Il terzo episodio speciale è stato trasmesso su Boomerang il 16 marzo 2014.

## Episodi pilota
| nº | Titolo originale    | Titolo italiano | Prima TV USA | Prima TV Italia |
| -- | ------------------- | --------------- | ------------ | --------------- |
| 1  | A Sticky Situation! |                 | 1994         | inedito         |

### What A Cartoon!
| nº | Titolo originale    | Titolo italiano | Prima TV USA     | Prima TV Italia |
| -- | ------------------- | --------------- | ---------------- | --------------- |
| 1  | Meat Fuzzy Lumpkins |                 | 20 febbraio 1995 | 1999            |
| 2  | Crime 101           | Crimine 101     | 28 gennaio 1996  | 1999            |

## Episodi

### Stagione 1
| nº | Titolo originale        | Titolo italiano              | Prima TV USA     | Prima TV Italia |
| -- | ----------------------- | ---------------------------- | ---------------- | --------------- |
| 1  | Monkey See, Doggie Do   | Il perfido Mojo Jojo         | 18 novembre 1998 | 2000            |
| 1  | Mommy Fearest           | Seducella e le Superchicche  | 18 novembre 1998 | 2000            |
| 2  | Insect Inside           | Insetticidio                 | 25 novembre 1998 | 2000            |
| 2  | Powerpuff Bluff         | Il grande inganno            | 25 novembre 1998 | 2000            |
| 3  | Octi Evil               | Il sortilegio di Polipò      | 2 dicembre 1998  | 2000            |
| 3  | Geshundfight            | Salute!                      | 2 dicembre 1998  | 2000            |
| 4  | Buttercrush             | La banda dei Verdastri       | 9 dicembre 1998  | 2000            |
| 4  | Fuzzy Logic             | La furia di Bebo Bestione    | 9 dicembre 1998  | 2000            |
| 5  | Boogie Frights          | Chi ha paura dell'Uomo Nero? | 16 dicembre 1998 | 2000            |
| 5  | Abracadaver             | Il mago zombie               | 16 dicembre 1998 | 2000            |
| 6  | Telephonies             | Scherzi telefonici           | 23 dicembre 1998 | 2000            |
| 6  | Tough Love              | Le Supercocche               | 23 dicembre 1998 | 2000            |
| 7  | Major Competition       | Gara di supereroi            | 6 gennaio 1999   | 2000            |
| 7  | Mr. Mojo's Rising       | Super Mojo Jojo              | 6 gennaio 1999   | 2000            |
| 8  | Paste Makes Waste       | Il mangia colla              | 13 gennaio 1999  | 2000            |
| 8  | Ice Sore                | Fiato di ghiaccio            | 13 gennaio 1999  | 2000            |
| 9  | Bubblevicious           | Superchicche a confronto     | 20 gennaio 1999  | 2000            |
| 9  | The Bare Facts          | Mojo Jojo rapisce il Sindaco | 20 gennaio 1999  | 2000            |
| 10 | Cat Man Do              | Il gatto ladro               | 27 gennaio 1999  | 2000            |
| 10 | Impeach Fuzz            | Bebo sindaco con l'imbroglio | 27 gennaio 1999  | 2000            |
| 11 | Just Another Manic Mojo | Sempre il solito Mojo Jojo   | 3 febbraio 1999  | 2000            |
| 11 | Mime for a Change       | È ora di cambiare            | 3 febbraio 1999  | 2000            |
| 12 | The Rowdyruff Boys      | I ragazzi terribili          | 7 aprile 1999    | 2000            |
| 13 | Uh Oh Dynamo            | Il mostro del laghetto       | 27 maggio 1999   | 2000            |

### Stagione 2
| nº | Titolo originale                                  | Titolo italiano                        | Prima TV USA      | Prima TV Italia |
| -- | ------------------------------------------------- | -------------------------------------- | ----------------- | --------------- |
| 1  | Stuck Up, Up and Away                             | Un nuovo arrivo in classe              | 25 giugno 1999    | 2000            |
| 1  | Schoolhouse Rocked                                | Terremoto a scuola                     | 25 giugno 1999    | 2000            |
| 2  | Collect Her                                       | Il collezionista                       | 6 agosto 1999     | 2000            |
| 2  | Supper Villain                                    | Una cena indigesta                     | 6 agosto 1999     | 2000            |
| 3  | Birthday Bash                                     | Buon compleanno, Superchicche          | 20 agosto 1999    | 2000            |
| 3  | Too Pooped to Puff                                | Una città allo sbando                  | 20 agosto 1999    | 2000            |
| 4  | Beat Your Greens                                  | Broccoli dallo spazio                  | 10 settembre 1999 | 2000            |
| 4  | Down n' Dirty                                     | La pecora nera                         | 10 settembre 1999 | 2000            |
| 5  | Dream Scheme                                      | Finalmente a nanna                     | 24 settembre 1999 | 2000            |
| 5  | You Snooze You Lose                               | Caccia al tesoro                       | 24 settembre 1999 | 2000            |
| 6  | Slave the Day                                     | Maggiordomo per un giorno              | 8 ottobre 1999    | 2000            |
| 6  | Los Dos Mojos                                     | Due Mojo Jojo sono troppi              | 8 ottobre 1999    | 2000            |
| 7  | A Very Special Blossom                            | Un dono speciale per la festa del papà | 26 novembre 1999  | 2000            |
| 7  | Daylight Savings                                  | L'ora legale                           | 26 novembre 1999  | 2000            |
| 8  | Mo Job                                            | Un piano geniale                       | 13 febbraio 2000  | 2000            |
| 8  | Pet Feud                                          | Una fame bestiale                      | 13 febbraio 2000  | 2000            |
| 9  | Imaginary Fiend                                   | Un immaginario un po' folle            | 17 marzo 2000     | 2000            |
| 9  | Cootie Gras                                       | Un bacio da evitare                    | 17 marzo 2000     | 2000            |
| 10 | The Powerpuff Girls Best Rainy Day Adventure Ever | Un divertente giorno di pioggia        | 28 aprile 2000    | 2000            |
| 10 | Just Desserts                                     | Una famiglia terribile                 | 28 aprile 2000    | 2000            |
| 11 | Twisted Sister                                    | Bunny la superchicca                   | 26 maggio 2000    | 2000            |
| 11 | Cover Up                                          | Sotto copertura                        | 26 maggio 2000    | 2000            |
| 12 | Speed Demon                                       | Il demone della velocità               | 2 giugno 2000     | 2000            |
| 12 | Mojo Jonesin'                                     | Mojo Jojo e la crisi di astinenza      | 2 giugno 2000     | 2000            |
| 13 | Something's a Ms.                                 | Qualcosa non va                        | 30 giugno 2000    | 2000            |
| 13 | Slumbering with the Enemy                         | Alla festa con il nemico               | 30 giugno 2000    | 2000            |

### Stagione 3
| nº | Titolo originale          | Titolo italiano                      | Prima TV USA      | Prima TV Italia |
| -- | ------------------------- | ------------------------------------ | ----------------- | --------------- |
| 1  | Fallen Arches             | Il tempo passa                       | 28 luglio 2000    | 2001            |
| 1  | The Mane Event            | Capperi che capelli                  | 28 luglio 2000    | 2001            |
| 2  | Town and Out              | Una città inospitale                 | 18 agosto 2000    | 2001            |
| 2  | Child Fearing             | Una strana baby-sitter               | 18 agosto 2000    | 2001            |
| 3  | Criss Cross Crisis        | Scambio di identità                  | 8 settembre 2000  | 2001            |
| 4  | Bubblevision              | Problemi di vista                    | 15 settembre 2000 | 2001            |
| 4  | Bought and Scold          | Chi la fa l'aspetti                  | 15 settembre 2000 | 2001            |
| 5  | Gettin' Twiggy With It    | Un criceto infuriato                 | 22 settembre 2000 | 2001            |
| 5  | Cop Out                   | Un cattivo poliziotto                | 22 settembre 2000 | 2001            |
| 6  | Three Girls and a Monster | Tre ragazze e un mostro              | 6 ottobre 2000    | 2001            |
| 6  | Monkey See, Doggy Two     | Un cane magico                       | 6 ottobre 2000    | 2001            |
| 7  | Jewel of the Aisle        | Un gioiello a colazione              | 20 ottobre 2000   | 2001            |
| 7  | Super Zeroes              | Supereroi                            | 20 ottobre 2000   | 2001            |
| 8  | Candy Is Dandy            | Voglia di caramelle                  | 10 novembre 2000  | 2001            |
| 8  | Catastrophe               | Alla ricerca del gatto perduto       | 10 novembre 2000  | 2001            |
| 9  | Hot Air Buffoon           | Pallone gonfiato!                    | 1º dicembre 2000  | 2001            |
| 9  | Ploys R' Us               | Il ladro di giocattoli               | 1º dicembre 2000  | 2001            |
| 10 | The Headsucker's Moxy     | La sanguisuga ladra                  | 5 gennaio 2001    | 2001            |
| 10 | Equal Fights              | Pari opportunità                     | 5 gennaio 2001    | 2001            |
| 11 | Powerprof.                | Il Professore Supereroe              | 9 febbraio 2001   | 2001            |
| 12 | Moral Decay               | Occhio per occhio... dente per dente | 9 febbraio 2001   | 2001            |
| 12 | Meet the Beat Alls        | I Beat Alls alla conquista del mondo | 9 febbraio 2001   | 2001            |

### Stagione 4
| nº | Titolo originale  | Titolo italiano            | Prima TV USA    | Prima TV Italia |
| -- | ----------------- | -------------------------- | --------------- | --------------- |
| 1  | Him Diddle Riddle | Indovina indovinello       | 14 aprile 2001  | 2002            |
| 2  | Film Flam         |                            | 20 aprile 2001  | 2002            |
| 3  | All Chalked Up    | I disegni di Molly         | 27 aprile 2001  | 2002            |
| 4  | Get Back Jojo     | Viaggio nel passato        | 4 maggio 2001   | 2002            |
| 5  | Members Only      | Riservato ai soci          | 25 maggio 2001  | 2002            |
| 6  | Nano of the North | Il Nanobot                 | 1º giugno 2001  | 2002            |
| 7  | Stray Bullet      |                            | 8 giugno 2001   | 2002            |
| 8  | Forced Kin        | Scontro fra titani         | 22 giugno 2001  | 2002            |
| 9  | Knock It Off      | Diffidate dalle imitazioni | 13 luglio 2001  | 2002            |
| 10 | Helter Shelter    | Una saggia decisione       | 12 ottobre 2001 | 2002            |
| 10 | Power Lunch       | Pranzo d'affare            | 12 ottobre 2001 | 2002            |
| 10 | Superfriends      |                            | 18 maggio 2002  | 2002            |

### Stagione 5
| nº | Titolo originale          | Titolo italiano             | Prima TV USA      | Prima TV Italia |
| -- | ------------------------- | --------------------------- | ----------------- | --------------- |
| 1  | Keen on Keane             |                             | 6 dicembre 2002   | 2003            |
| 1  | Not So Awesome Blossom    |                             | 6 dicembre 2002   | 2003            |
| 2  | Power-Noia                |                             | 13 dicembre 2002  | 2003            |
| 3  | Monstra-City              | Città Mostro                | 5 settembre 2003  | 3 maggio 2004   |
| 3  | Shut the Pup Up           | Vita da cani                | 5 settembre 2003  | 3 maggio 2004   |
| 4  | Toast of the Town         | Il tostapane si è rotto     | 12 settembre 2003 | 2004            |
| 4  | Divide and Conquer        | Dividi e sconfiggi          | 12 settembre 2003 | 2004            |
| 5  | Burglar Alarmed           | Un ladro allarmato          | 19 settembre 2003 | 2004            |
| 5  | Shotgun Wedding           | Amore selvaggio             | 19 settembre 2003 | 2004            |
| 6  | Save Mojo                 | Salvate Mojo Jojo           | 26 settembre 2003 | 2004            |
| 6  | Substitute Creature       | La creatura supplente       | 26 settembre 2003 | 2004            |
| 7  | The Boys Are Back in Town | I Supercocchi sono in città | 6 novembre 2003   | 2004            |
| 8  | Pee Pee G's               | Pipistrello notturno        | 13 novembre 2003  | 2004            |
| 8  | Boy Toys                  | Giochi per maschietti       | 13 novembre 2003  | 2004            |
| 9  | Seed No Evil              | Ladro di semi               | 25 novembre 2003  | 2004            |
| 9  | City of Clipsville        | La città di Clipsville      | 25 novembre 2003  | 2004            |
| 10 | Lying Around the House    | Bugie in casa               | 9 gennaio 2004    | 2004            |
| 10 | Bubble Boy                | Una bella beffa             | 9 gennaio 2004    | 2004            |
| 11 | A Documentary             | Documentario                | 16 gennaio 2004   | 2004            |
| 11 | Girls Gone Mild           | Superchicche superdolci     | 16 gennaio 2004   | 2004            |
| 12 | See Me, Feel Me, Gnomey   | Gnomo Superstar             | 18 marzo 2004     | 2004            |
| 13 | Curses                    | Parolacce                   | 2 aprile 2004     | 2004            |
| 13 | Bang for Your Buck        | La svendita                 | 2 aprile 2004     | 2004            |
| 14 | Silent Treatment          | Un film muto                | 9 aprile 2004     | 2004            |
| 14 | Sweet 'n' Sour            | Dolci e cattivi             | 9 aprile 2004     | 2004            |

### Stagione 6
| nº | Titolo originale                     | Titolo italiano                             | Prima TV USA   | Prima TV Italia  |
| -- | ------------------------------------ | ------------------------------------------- | -------------- | ---------------- |
| 1  | Prime Mates                          | Primati                                     | 16 aprile 2004 | 6 dicembre 2004  |
| 1  | Coupe D'Etat                         | Colpo di Stato                              | 16 aprile 2004 | 6 dicembre 2004  |
| 2  | Makes Zen to Me                      | Insegnami lo zen                            | 23 aprile 2004 | 7 dicembre 2004  |
| 2  | Say Uncle                            | Lo zio                                      | 23 aprile 2004 | 7 dicembre 2004  |
| 3  | Reeking Havoc                        | Asfissia                                    | 30 aprile 2004 | 8 dicembre 2004  |
| 3  | Live & Let Dynamo                    | Vivi e lascia vivere                        | 30 aprile 2004 | 8 dicembre 2004  |
| 4  | Mo' Linguish                         | Il linguaggio Mò                            | 7 maggio 2004  | 9 dicembre 2004  |
| 4  | Oops, I Did It Again                 | È successo di nuovo!                        | 7 maggio 2004  | 9 dicembre 2004  |
| 5  | A Made Up Story                      | Una storia truccata                         | 14 maggio 2004 | 10 dicembre 2004 |
| 6  | Little Miss Interprets               | Piccole interpreti                          | 25 giugno 2004 | 13 dicembre 2004 |
| 6  | Night Mayor                          | L'incubo del sindaco                        | 25 giugno 2004 | 13 dicembre 2004 |
| 7  | Custody Battle                       | Padri a confronto                           | 2 luglio 2004  | 14 dicembre 2004 |
| 7  | City of Nutsville                    | La città di Pazzville                       | 2 luglio 2004  | 14 dicembre 2004 |
| 8  | Aspirations                          | Ambizioni                                   | 9 luglio 2004  | 15 dicembre 2004 |
| 9  | That's Not My Baby                   | Non è il mio bambino!                       | 16 luglio 2004 | 16 dicembre 2004 |
| 9  | Simian Says                          | Parla la scimmia                            | 16 luglio 2004 | 16 dicembre 2004 |
| 10 | Sun Scream                           | Scottatura solare                           | 23 luglio 2004 | 17 dicembre 2004 |
| 10 | City of Frownsville                  | La città di Piantosville                    | 23 luglio 2004 | 17 dicembre 2004 |
| 11 | West in Pieces                       | C'era una volta il West                     | 30 luglio 2004 | 20 dicembre 2004 |
| 12 | Crazy Mixed Up Puffs                 | Frullato di Superchicche                    | 20 agosto 2004 | 21 dicembre 2004 |
| 12 | Mizzen in Action                     | A vele spiegate                             | 20 agosto 2004 | 21 dicembre 2004 |
| 13 | Roughing It Up                       | Vacanze agitate                             | 27 agosto 2004 | 22 dicembre 2004 |
| 13 | What's the Big Idea?                 | Che grande idea!                            | 27 agosto 2004 | 22 dicembre 2004 |
| 14 | Nuthin' Special                      | Niente di speciale                          | 25 marzo 2005  | 23 dicembre 2004 |
| 14 | Neighbor Hood                        |                                             | 25 marzo 2005  | 23 dicembre 2004 |
| 15 | I See a Funny Cartoon in Your Future | C'è un divertente cartone nel vostro futuro | 25 marzo 2005  | 24 dicembre 2004 |
| 15 | Octi-Gone                            |                                             | 25 marzo 2005  | 24 dicembre 2004 |

## Film
- Le Superchicche - Il film (The Powerpuff Girls Movie) (2002).

## Speciali
- Le Superchicche in un Natale incandescente (Twas the Fight Before Christmas) (2003).

- Evviva le Superchicche (The Powerpuff Girls Rule!!!) (2008).
- Le Superchicche - Pantadanza (The Powerpuff Girls: Dance Pantsed) (2014).